# Inge Gutbrod
Inge Gutbrod (* 28. November 1963 in Nürnberg) ist eine deutsche Künstlerin.

## Leben
Von 1983 bis 1990 studierte Inge Gutbrod Malerei an der Akademie der Bildenden Künste Nürnberg, seit 1988 als Meisterschülerin bei Werner Knaupp.
Seit 1990 ist Gutbrod freischaffend tätig, seit 2008 Mitglied im Deutschen Künstlerbund. Sie lebt in Fürth.

## Werke

### Allgemeines
Inge Gutbrod denkt und arbeitet weniger in herkömmlichen Kategorien und Genres, vielmehr sind ihre Arbeiten wesentlich bestimmt durch ein Material: Wachs. Davon ausgehend hat sie in ihrer bildnerischen Praxis das Wechselspiel und die Grenzen des Durchsichtigen, Durchscheinenden und Undurchsichtigen, also von Transparenz, Transluzenz und Opazität erkundet.

### Skulpturen
Eine der unmittelbarsten Formen des Umgangs mit dem plastischen, formbaren Material Wachs ist das Kneten von Hand. Die solcherart entstehenden Vasen- und Gefäßformen bilden das Ausgangsvokabular Gutbrods als Bildhauerin.
Sie durchlaufen zahllose Transformationsprozesse, werden zu großen Ensembles gruppiert oder in zugleich reduzierter und monumentalisierter Form als Skulpturen aus fiberglasverstärktem Kunststoff gefertigt.
Aus den Vasen und Gefäßen unmittelbar abgeleitet sind Gutbrods Fenster- und Vitrinenarbeiten: Milchglas oder semitransparente Folien in „blickdichter“ Qualität werden in Kombination mit aus Pappe und Papier geschnittenen Silhouetten zu oft großformatigen Installationen gefügt, denen es stets gelingt, vollrunde, plastische Formen zu suggerieren. Durch Trübung des Blicks wird so das Umrisshafte zum Scheinräumlichen. Die Grenze zwischen zwei- und dreidimensionalem Bildgegenstand wird illusionistisch aufgehoben.
In Gutbrods Oeuvre existieren noch zahllose andere skulpturale Formen; besonders erwähnenswerte Werkgruppen bilden die im Raum schwebenden und zum Teil motorisiert sich drehenden Kugeln und die in Bassins, Pools und Teichen frei flottierenden „Seerosen“.

### Architekturen
Die Anlage eines Gartenweges mit Wachsplatten, auch einige massive Möbelskulpturen aus industriell gefertigten Paraffinblöcken können als Vorstufen gelten; zu eigentlicher architektonischer Ausprägung finden Gutbrods Skulpturen in dem Moment, als sie diese weißen Paraffinplatten mit Trägerkonstruktionen aus Eisen kombiniert. Daraus fertigt sie als Raumteiler eingesetzte, bewegliche Wände (in Analogie zu Formen japanischer Papierarchitektur, so genannter shoji) – vor allem aber begehbare Wachsräume in den elementaren Formen von Tor, Turm und Zimmer.
Diese architektonischen Skulpturen werden entweder im öffentlichen Raum, in Nachbarschaft zu öffentlichen Gebäuden wie z. B. Flughäfen installiert (My world, 1999–2001), im geschützten Museumsraum oder im Inneren einer Kirche (wachsraum nr. 5, 2004).
Die Lichtdurchlässigkeit des Materials erzeugt innerhalb der Wachsräume im Betrachter eine eigentümlich schwebende Raumerfahrung.

### Leuchtkästen
Mit der Verwendung des Mediums Leuchtkasten (seit 2001) kommt auch die Farbe in Gutbrods Oeuvre zu ihrem Recht. Anfänglich nur in warmen Rot- und Gelbtönen, später auch in kälteren Farben aus dem grün-blauen Bereich des Spektrums, fertigt die Künstlerin quadratische Wachsfliesen, mit denen die Vorderseiten elektrisch beleuchteter Kästen gestaltet werden. Das Ergebnis sind leuchtende Mosaike von belebter Oberflächenstruktur, die das ursprünglich rein werbe- und fototechnisch genutzte Medium Leuchtkasten in einem konstruktiv malerischen Sinne umdeuten.
In Kombination mit Sitzsäcken, Teppichen und Musik werden diese Leuchtkästen zu Rauminstallationen erweitert (vgl. Take a seat in my sunnyside lounge, 2007), die man als  Farb-Licht-Erfahrungsräume mit Wohlfühl-Charakter apostrophieren kann.

### Wachsbilder – Materielle Monochromie
Eine weitere große Werkgruppe seit 2003  bilden die Wachsbilder, monochrome Tafeln, die aus nach hinten sich verjüngenden Dämmstoffplatten gefertigt sind (was ihnen einen vor der Wand schwebenden Charakter verleiht), übergossen mit zahlreichen Schichten farbigen Wachses. Tatsächliche und suggerierte räumliche Tiefe, Farbintensität, lebendige Oberflächenstruktur und die Lichthaltigkeit des Materials zeichnen diese Arbeiten aus.

### Siebdrucke
Die Siebdrucke (seit 2005) stellen die Fortentwicklung des monochromem Prinzips in Gutbrods Schaffen dar. Sie sind die erste größere Werkgruppe, die ohne das Material Wachs auskommt. Von den Leuchtkästen übernommen wird die modulare Anlage von quadratischen Einzelblättern, die zu rasterförmigen Gesamtbildern zusammengefügt werden.
In 2010 begonnenen Werkzyklen verschränken sich Siebdruckbilder mit Vasenmotiven und durchscheinenden Folien zu neuen, scheinräumlichen Trugbildern.

## Sonderausstellungen (Auswahl)
- 1995: Kohlenhof, Institut für ästhetische Grenzbereiche, Nürnberg (E)
- 1996: Wachs im Revier, Kunsthaus, Essen (E, K)
- 1996: Junge Kunst International´97, Overbeck-Gesellschaft, Lübeck (K)
- 1999: have a look...!  Bahnwärterhaus, Galerie der Stadt Esslingen (E,K)
- 1999: Galerie L'H du Siège centre d'art contemporain associatif, Valenciennes, F (mit Gisèle Grammare)
- 2000: my world – part one, Airport Nürnberg
- 2000: my world – part two, Eppley Airfield, Omaha/NE, USA
- 2000: les vitrines de la bourgeoisie, zeit, Kulturring C, Fürth (K)
- 2001: art agents/gallery, Hamburg
- 2001: my world – part three, BAA Glasgow International Airport, UK
- 2002: welt aus wachs, lounge im zumikon, Nürnberg (E,K)
- 2002: the glasgow-paisley-project – works in public space, Glasgow und Paisley, UK (E)
- 2003: positionen + tendenzen, Kunst in Franken 2003 (K)
- 2003: colour fidelity, Galerie Kunst im Gang, Bamberg (E)
- 2004: cire-reine, Kunst-Raum-Akademie der Diözese Stuttgart-Rottenburg, Tagungshaus Weingarten (E)
- 2004: wachsraum nr. 5, St. Sebald, Nürnberg (E)
- 2006: wärmestube, Heidelberger Kunstverein (E,K)
- 2006: elephantenohrenständer, kunst galerie fürth (E,K)
- 2006: muSEEum, Museum Lothar Fischer, Neumarkt (E,K)
- 2006: art.fair 06, Köln, Stand Alexa.Jansen.Galerie, Köln
- 2007: Wasserwelt 2, Kunsthaus Potsdam
- 2007: Neue Freunde – Aktuelle Positionen zum Quadrat, Museum Ritter, Waldenbuch
- 2007: Into a wide vessel, Alexa.Jansen.Galerie, Köln (E)
- 2008: Galerie Kunst im Gang, Bamberg (mit Anita Stöhr Weber)
- 2009: Die unendliche Schleife, zumikon Nürnberg (K)
- 2009: schlussstein/gefäße/pfeiler, Sigismundkapelle, Regensburg (E)
- 2009/2010: Fokus Franken – Triennale Schweinfurt für zeitgenössische Kunst (K)
- 2010: HWP-Stipendiatinnen 2008/2009, Akademie Galerie, Nürnberg
- 2010: Die Poesie des Alltags ist nur manchmal aus Wachs, Neue Galerie Dachau (E)
- 2011: Sicilia mangia, Deutsches Hirtenmuseum, Hersbruck (K)
- 2018: Inge Gutbrod "roundabout about round" – Installationen und Objekte, Flottmannhallen, Herne

## Preise, Stipendien, Auszeichnungen
- 1993: Bahnwärter-Stipendium, Esslingen
- 1995: Förderpreis des Förderkreises Bildende Kunst Nürnberg e.V.
- 1997: Stipendium des Landes Schleswig-Holstein, Kloster Cismar
- 1998: Kulturförderpreis der Stadt Fürth
- 1999: Kulturförderpreis der Stadt Nürnberg
- 2000: Artist in Residence, BEMIS Center for Contemporary Arts, Omaha/NE, USA
- 2000: Werkstattpreis der Kunststiftung Erich Hauser, Rottweil
- 2001: einjähriges Stipendium der Konrad-Adenauer-Stiftung
- 2002: Artist in Residence, Glasgow, UK
- 2002–2004: Bayerische Atelierförderung
- 2004: Cité Internationale des Arts, Paris
- 2005: Förderpreis des Bezirks Mittelfranken
- 2007: Gibraltar Point International Artist Residency Program, Toronto/Ontario, Canada
- 2008: Otto-Grau-Kulturpreis
- 2008–2009: HWP-Stipendium des Freistaat Bayern
- 2009: Luber-Stipendium, Kallmünz
- 2021: Wolfram-von-Eschenbach-Preis

## Werke in öffentlichen Sammlungen (mit Ankaufsdatum)
- 1986: Bayer AG, München
- 1987/88/92: Artothek Nürnberg
- 1988: Deutsche Bank AG, Frankfurt
- 1988: Bayerische Staatsgemäldesammlungen München
- 1988: Hypo-Bank Zentrale, Düsseldorf
- 1993/99: Graphische Sammlungen Villa Merkel, Esslingen
- 1994/96/97: Stadtsparkasse Nürnberg
- 1997: Bayerische Staatskanzlei, München
- 1998: Staatliches Hochbauamt, München
- 1999: Stadt Fürth
- 1998: Städtische Sammlungen, Schweinfurt
- 1998: Fürther Kunstfreunde e.V.
- 2002: Museen der Stadt Nürnberg
- 2006: Artothek Nürnberg
- 2008: Sammlung Marli Hoppe-Ritter, Museum Ritter, Waldenbuch
- 2016: Kunstvilla Nürnberg; Pinakothek der Moderne München
- 2020: Stadt Fürth